# Ilamchetchenni
Ilamchetchenni (Tamilisch: இளம்சேட்சென்னி, iḷamcēṭceṉṉi) war König der Chola-Dynastie während des tamilischen Sangamzeitalters in Südindien. Er war der Vater von Karikala und herrschte um 100 n. Chr.